# 德文郡
德雲郡，為英國英格蘭西南部的一個郡，以人口計算，普利茅斯是第一大城市、自治市鎮（Borough），埃克塞特是第二大城市（亦是郡治），托貝是第二大自治市鎮，托基是第一大鎮（Town），佩恩頓是第二大鎮。
德雲是34個非都市郡之一，實際管轄個八個非都市區，佔地6,564平方公里（第三），有740,800人口（第12）；如看待成48個名譽郡之一，它名義上包含多兩個單一管理區─普利茅斯、托貝，佔地增至6,707平方公里（第四），人口增至1,122,100（第11）。
德文西與康沃尔郡相鄰，東北與森麻實郡相鄰，東與多實郡相鄰。德文東南臨英倫海峽，與多實郡南岸合組成侏羅紀海岸，在2001年入選世界自然遺產（登記名稱為「多實-東德雲海岸」），是英格蘭唯一的自然遺產；西北臨碧仙桃灣。埃克斯穆爾國家公園位於德文中央，達特穆爾國家公園橫跨德文東北、薩默塞特西南。德雲郡有很多海岸度假區及一些歷史古城，加上其溫和的天氣，旅遊業佔了德雲郡經濟很重的地位。

## 歷史
德文是英格蘭人早期在冰河世紀後定居的地方。有人認為中石器時代獵人及採集者都在達特穆爾定居。「Devon」德文這名是由居住在此處的塞爾特人所命名。當時羅馬正在入侵英國（在公元50年）。以杜姆諾尼人（Dumonii）著名，意思為深谷居住者。羅馬人以軍事控制此地接近25年。隨後此地成為了布立吞王國頓諾尼亞，撒克遜人威塞克斯王國的邊境。威塞克斯王國在715年入侵德文，雖然公元722年歌和老及德文的布立吞人在"Hehil"消滅撒克遜人的軍隊，使德文及歌和老有100年的和平，但威塞克斯仍不斷向西侵佔德文，並在805年進行合併。在838年布立吞人結合維京人和威塞克斯戰鬥，但在Hingston Down山丘被打敗。結束了這將近一世紀的爭戰。
後來在927年馬姆斯伯里的威廉宣稱「居住在埃克塞特的布立吞人與撒克遜人是平等的。」
在九世紀，對撒克遜人主要的威脅不是來自不列顛，而是來自維京入侵者。維京人不停的入侵威塞克斯王國直到諾曼第人入侵。維京人遺下很少挪威的地方名，例如蘭迪島。而遺下的有將大教堂從克雷迪頓搬到埃克塞特。

## 經濟
與鄰近的歌和老一樣，德雲原來也是一個著名的採礦區。隨著二次大戰後英國工業式微，採礦業大受打擊，使德文的經濟收益中，旅遊業佔的比重越來越大。2004年該郡的旅遊業收益乃12億英鎊。

## 行政區劃

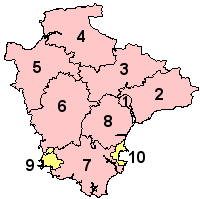
1. 埃克塞特（雅息特）
2. 東德雲區
3. 中德雲區
4. 北德雲區
5. 托里奇區
6. 西德文區
7. 南哈姆斯區
8. 廷布里奇區
9. 普利茅斯（單一管理區）
10. 托貝（單一管理區）

德文是非都市郡，實際管轄8個非都市區：埃克塞特（Exeter）、東德文區（East Devon）、中德文區（Mid Devon）、北德文區（North Devon）、托里奇區（Torridge）、西德文區（West Devon）、南哈姆斯區（South Hams）、廷布里奇區（Teignbridge）；如看待成名譽郡，它名義上包含多2個單一管理區：普利茅斯（Plymouth）、托貝（Torbay）。

德文郡 - Devon
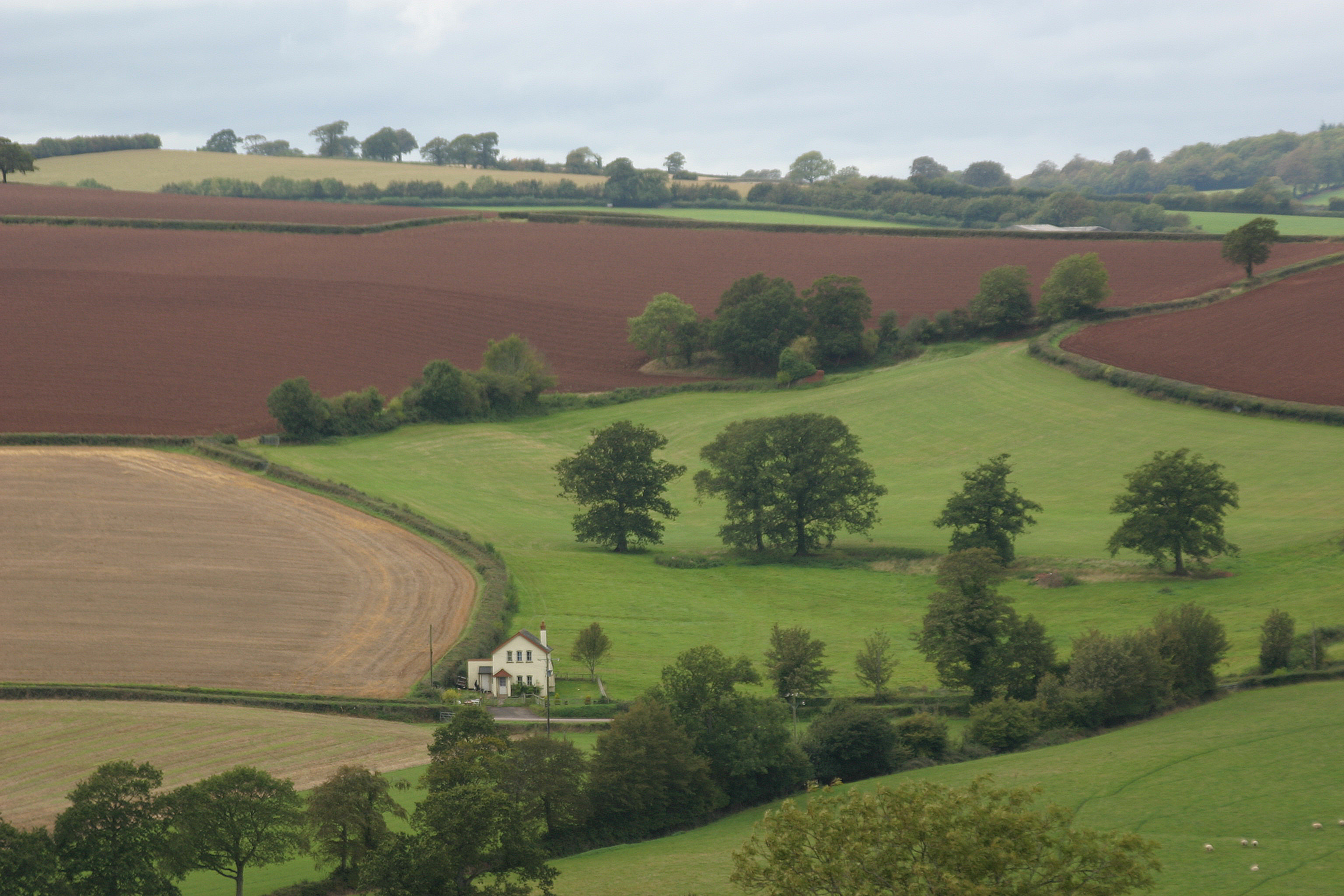
Devon
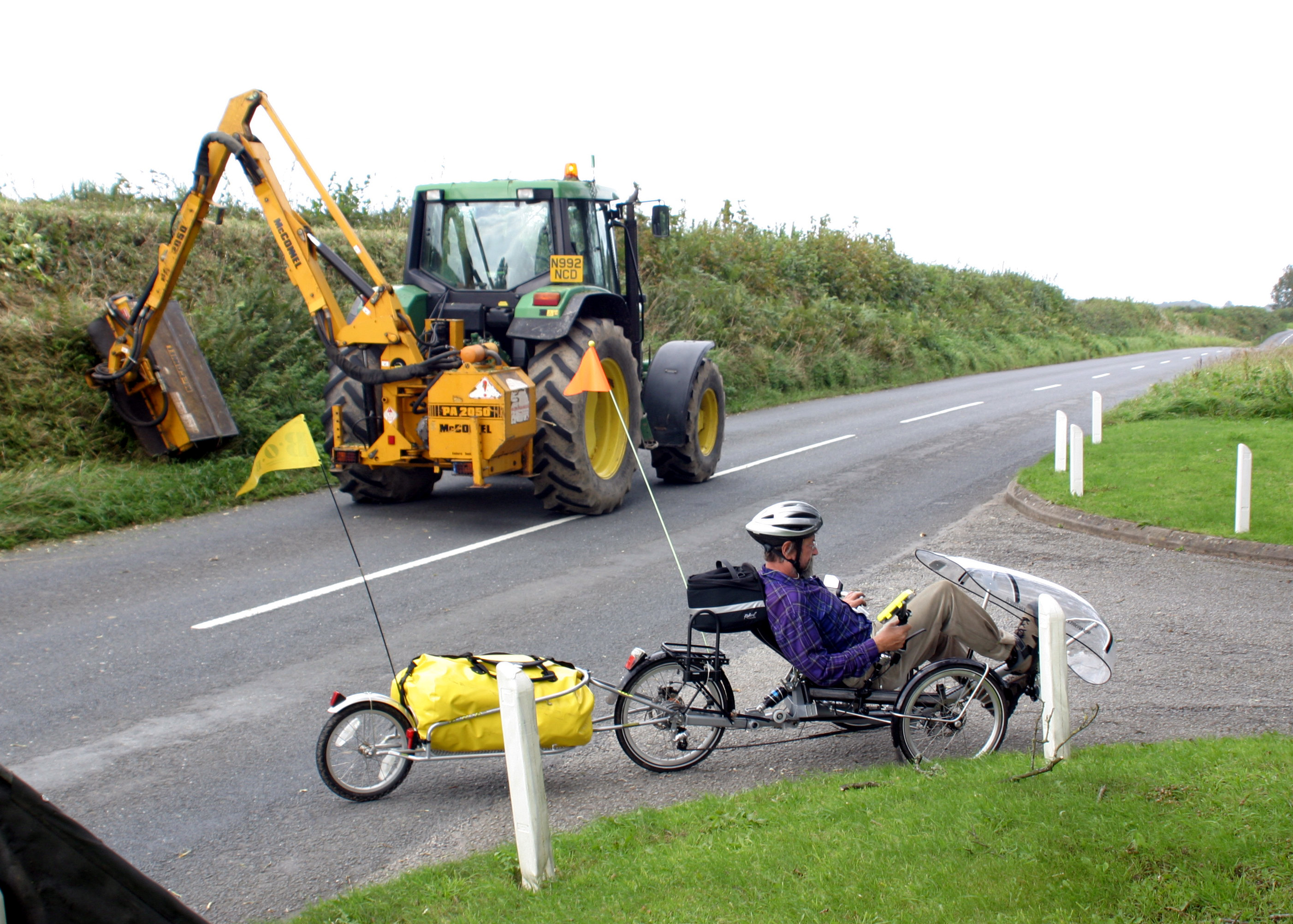
工人修剪路邊樹葉
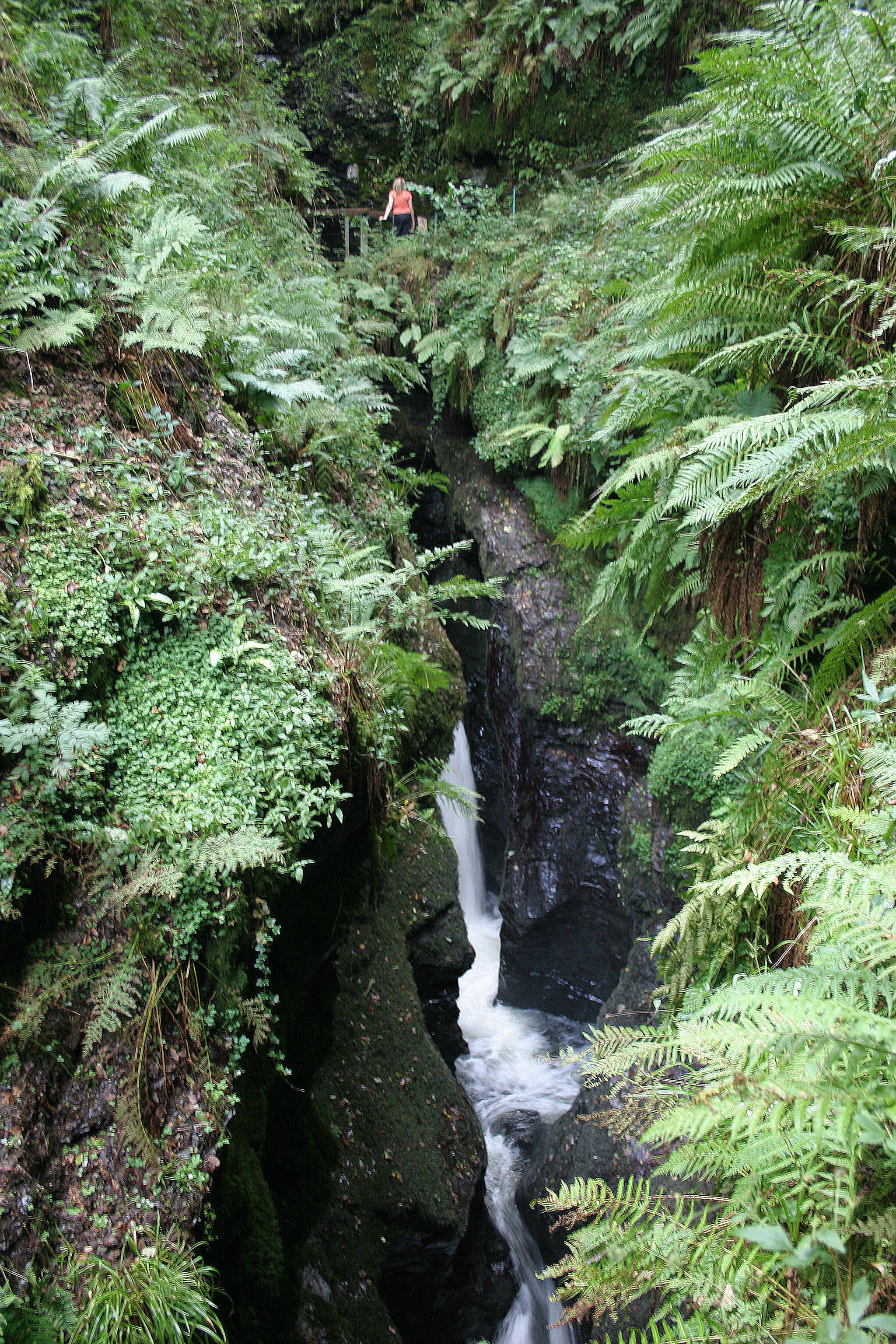
Lydford
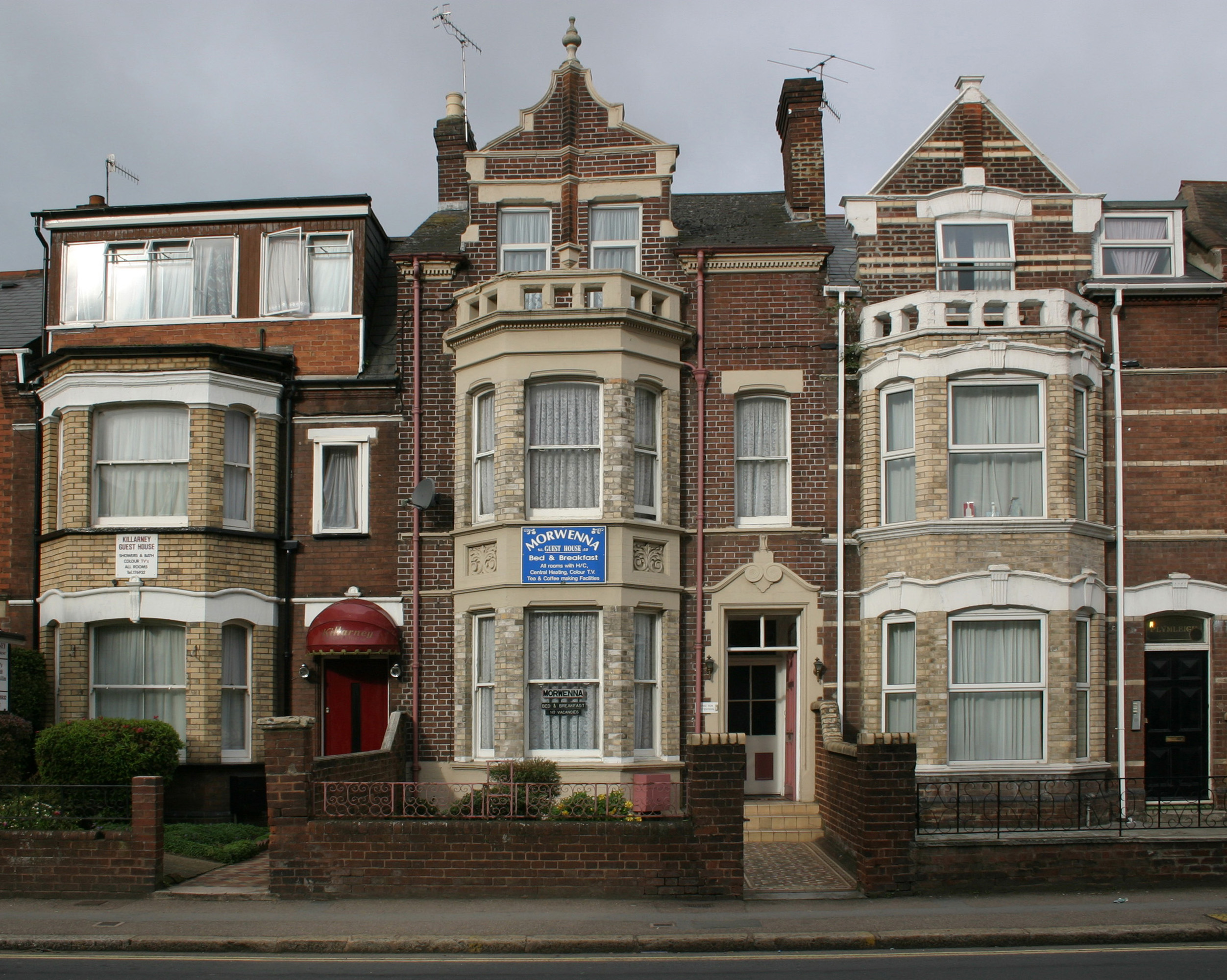
Exeter
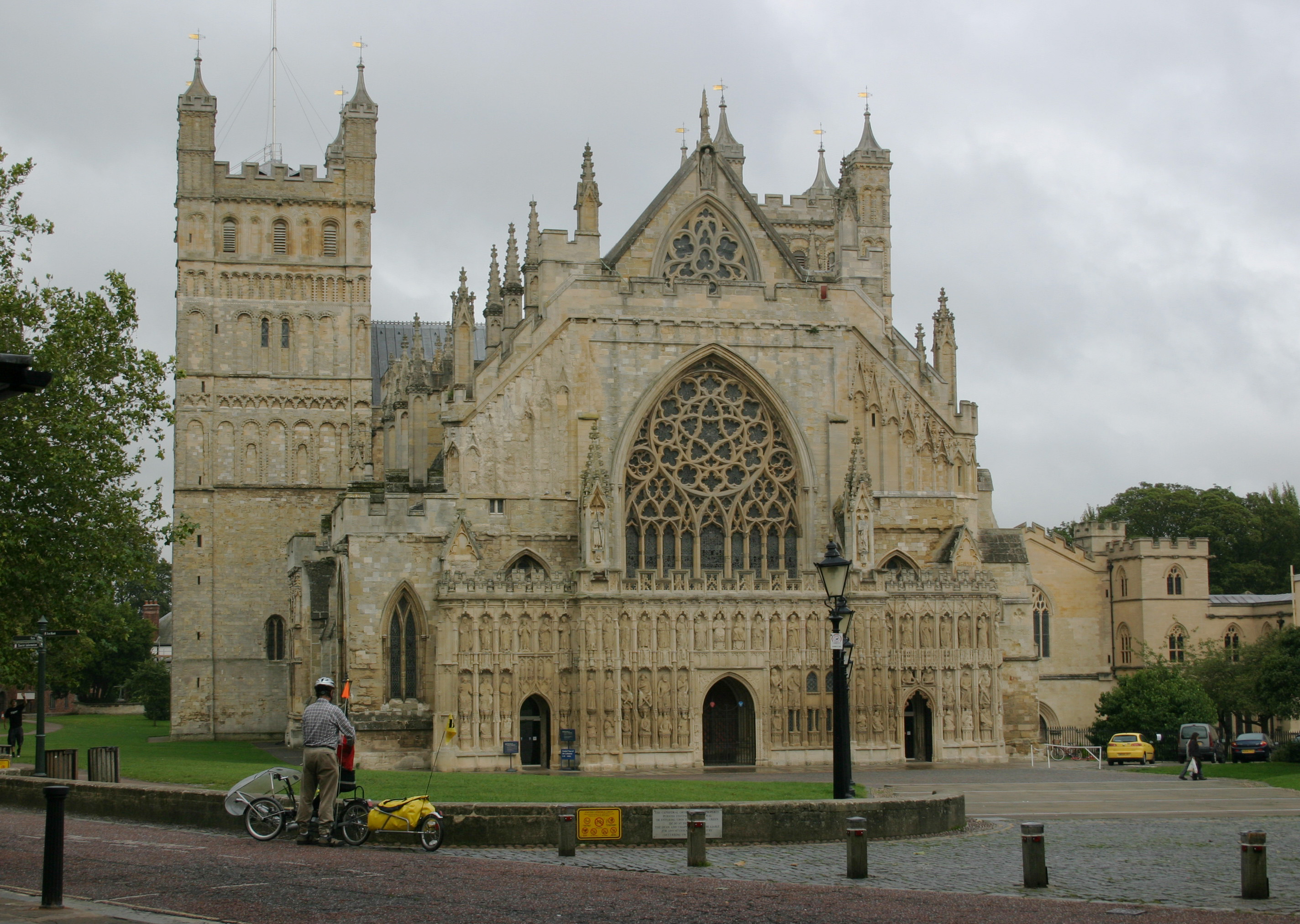
座堂
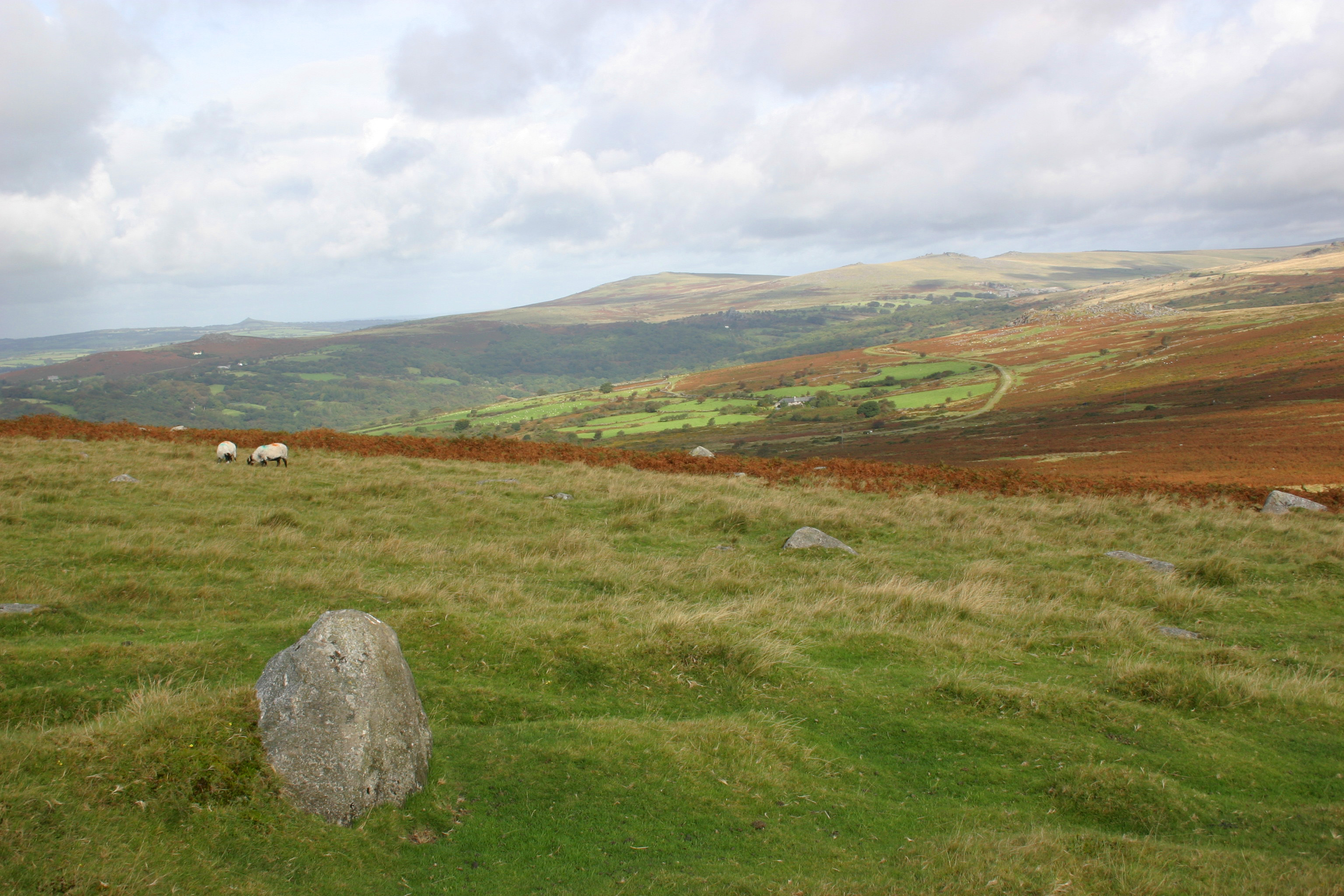
Dartmoor
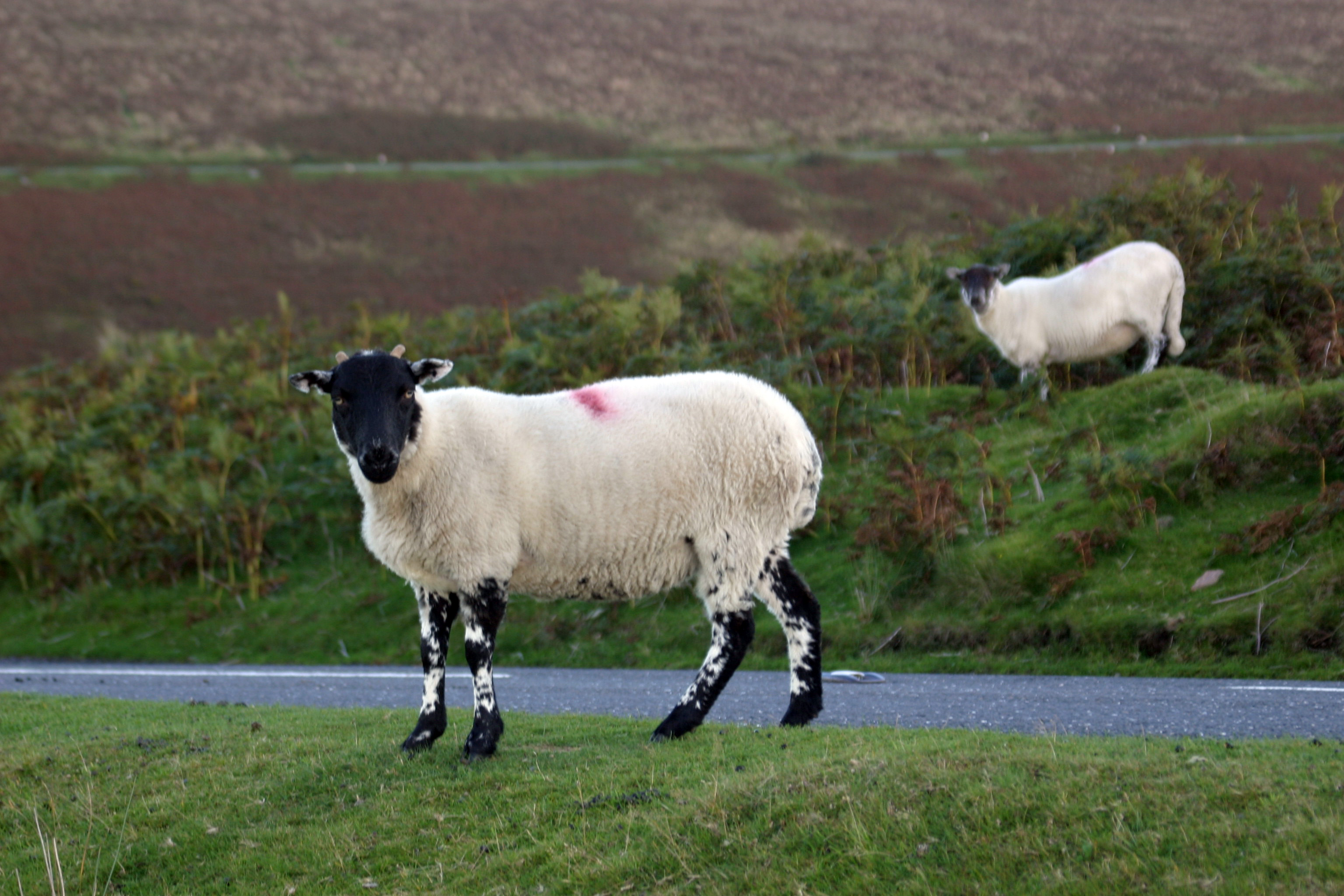
Dartmoor
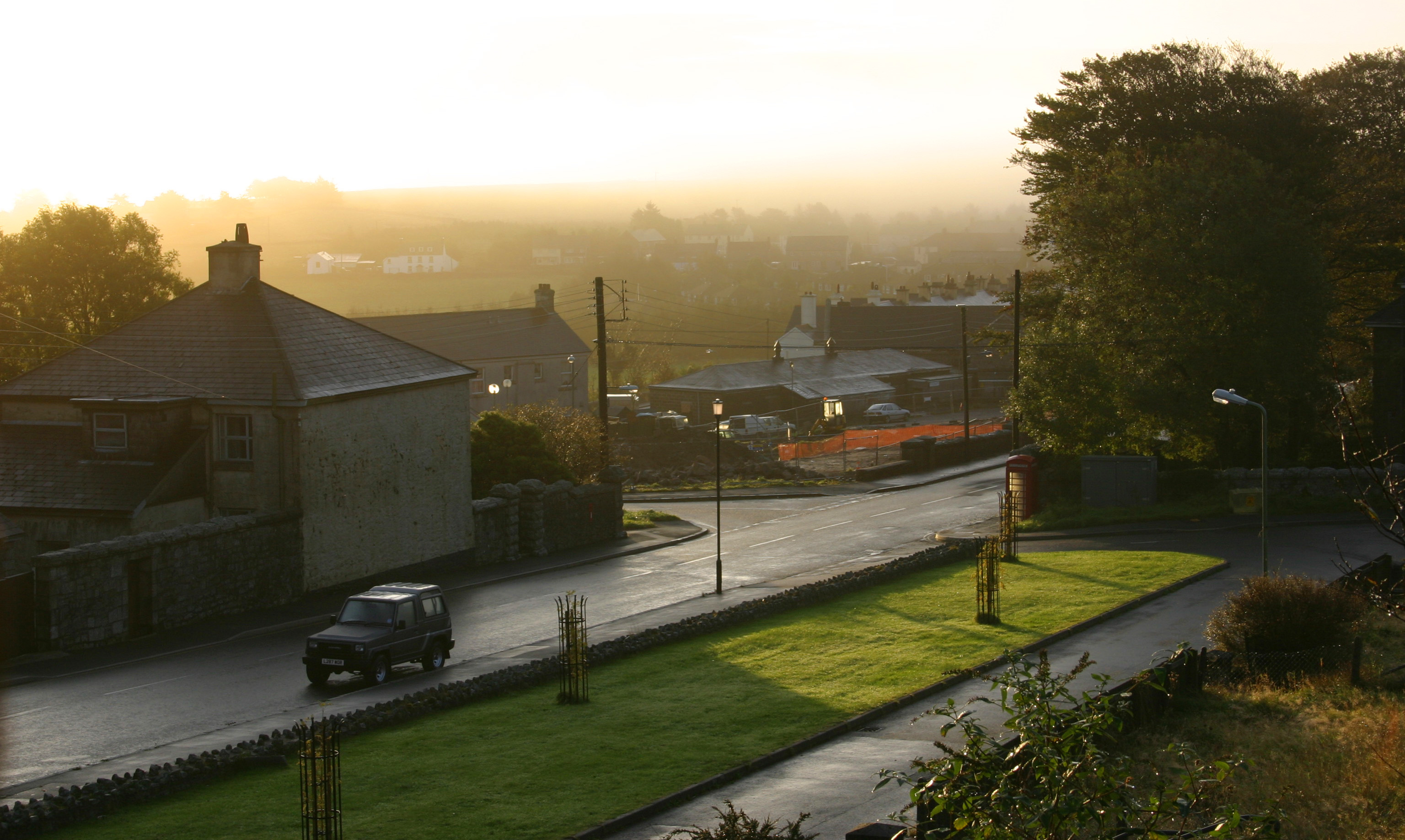
Princetown

## 地理
下圖顯示英格蘭48個名譽郡的分佈情況。德文東北與森麻實郡相鄰，東與多實郡相鄰，東南臨英倫海峽，西與歌和老郡相鄰，德文西北臨布里斯托海峽。

## 外部連結
- 英國廣播公司：德文郡 （页面存档备份，存于）
- 德文郡議會 （页面存档备份，存于）
- Devon info Tourist information, listings, maps, photos and beach guide
- Beautiful Devon （页面存档备份，存于）
- DevonLink （页面存档备份，存于） Information for the towns and villages of Devon
- Devon's Top Attractions （页面存档备份，存于）

### 圖片
- Dartmoor Virtual Tour Landscape Leaps: Dartmoor 360°. Interactive Virtual Tour of Dartmoor National Park, Devon, England